# Економічні, соціальні та культурні права
Існують дві точки зору щодо розуміння сутності соціальних та економічних прав людини і громадянина.
Зазначають, що багато соціально-економічних прав мають характер принципів, правових стандартів і не забезпечуються безпосереднім захистом у судовому порядку. На підтвердження своєї позиції є положення Міжнародного пакту про громадянські та політичні права та Міжнародного пакту про соціальні, економічні та культурні права. Положення першого Пакту підлягають застосуванню без застережень, тоді як Положення другого Пакту реалізуються залежно від матеріальних можливостей держави та поступово. Аргументами на підтримку цієї думки є також те, що в деяких державах, наприклад у США, ця група прав не належить до категорії основних, а тому не включається в конституції. У Швейцарії Верховний Суд, який є органом конституційного контролю у цій державі, не поширює судовий захист і право подання конституційної скарги на соціально-економічні права. Такої ж позиції дотримується і Конституційний Суд Австрії.
З огляду на другу точку зору таке розуміння соціально-економічних прав суперечить ст. 22 Конституції України, відповідно до якої конституційні права і свободи гарантуються і не можуть бути скасовані, а також ст. 8 Конституції України, згідно з якою норми Конституції України є нормами прямої дії. Звернення до суду для захисту конституційних прав і свобод людини і громадянина безпосередньо на підставі Конституції України гарантується.
На відміну від особистих і політичних прав і свобод економічні, соціальні та культурні права  є позитивними — їх забезпечення вимагає від держави певних дій.
Конституція України фіксує такі економічні, соціальні, культурні права і свободи:

## Економічні права громадян
Економічні права та свободи – це можливості людини і громадянина у сфері виробництва, розподілу, обміну і використання матеріальних благ.
До економічних прав відносяться:
- право на підприємницьку діяльність ( ст. 42 );
- право на працю ( ст. 43 );
- право на страйк ( ст. 44 );
- право на відпочинок ( ст. 45 );
- право на приватну власність;

Саме вони повинні гарантувати економічну свободу людини, її розвиток як вільної, забезпеченої у своїх життєвих потребах особистості. 

### Право на підприємницьку діяльність.
Згідно з ст. 42 Конституції України кожен має право на підприємницьку діяльність, яка не заборонена законом.
Підприємницька діяльність депутатів, посадових і службових осіб органів державної влади та органів місцевого самоврядування обмежується законом. 

Держава забезпечує захист конкуренції у підприємницькій діяльності. Не допускаються зловживання монопольним становищем на ринку, неправомірне обмеження конкуренції та недобросовісна конкуренція. Види і межі монополії визначаються законом.
Держава захищає права споживачів, здійснює контроль за якістю і безпечністю продукції та усіх видів послуг і робіт, сприяє діяльності громадських організацій споживачів.

Згідно з ч. 4 ст. 13 Всі суб'єкти права власності рівні перед законом.

Суб'єктами підприємницької діяльності (підприємцями) можуть бути:громадяни України, інших держав, не обмежені законом у правоздатності або дієздатності; юридичні особи всіх форм власності.

Особи, яким суд заборонив займатися певною діяльністю, не можуть бути зареєстровані як підприємці з правом здійснення відповідного виду діяльності до закінчення терміну, встановленого вироком суду.

### Право на працю
ст. 43 Конституції України гарантує кожному:
- рівні можливості у виборі професії та роду трудової діяльності;
- право на належні, безпечні і здорові умови праці;
- право на заробітну плату;
- право на своєчасне одержання винагороди за працю;
- захист від незаконного звільнення.

Порушення вимог законодавства про працю та про охорону праці тягне адміністративну та кримінальну відповідальність.

### Право на страйк та його реалізація
Стаття 44 Конституції України говорить, що ті, хто працює, мають право на страйк для захисту своїх економічних і соціальних інтересів.
Порядок здійснення права на страйк встановлюється законом з урахуванням необхідності забезпечення національної безпеки, охорони здоров’я, прав і свобод інших людей.
Ніхто не може бути примушений до участі або до неучасті у страйку.
Заборона страйку можлива лише на підставі закону.
Забороняється проведення страйку за умов, якщо припинення працівниками роботи створює загрозу життю і здоров'ю людей, довкіллю або перешкоджає запобіганню стихійному лиху, аваріям, катастрофам, епідеміям та епізоотіям чи ліквідації їх наслідків.
Забороняється проведення страйку працівників (крім технічного та обслуговчого персоналу) органів прокуратури, суду, Збройних Сил України, органів державної влади, безпеки та правопорядку.

### Право на відпочинок.
Стаття 45 Конституції України говорить, кожен, хто працює, має право на відпочинок.
Це право забезпечується наданням днів щотижневого відпочинку, а також оплачуваної щорічної відпустки, встановленням скороченого робочого дня щодо окремих професій і виробництв, скороченої тривалості роботи у нічний час.
Максимальна тривалість робочого часу, мінімальна тривалість відпочинку та оплачуваної щорічної відпустки, вихідні та святкові дні, а також інші умови здійснення цього права визначаються законом.

Законодавством встановлені наступні види часу відпочинку:
- перерви протягом робочого дня (зміни);
- щоденний відпочинок (міжзмінна перерва);
- вихідні дні (щотижневий відпочинок);
- святкові і неробочі дні;
- відпустки.

#### Щотижневий безперервний відпочинок (вихідні дні)
Відпочинок поряд з працею є основними соціальними становищами, у яких людина перебуває все своє життя, за винятком дитячого віку. Праця обов'язково повинна чергуватись з відпочинком.

Під часом відпочинку слід розуміти час, протягом якого робітники і службовці звільняються від виконання трудових обов'язків і можуть його використовувати на свій розсуд. Чинним законодавством про працю передбачені такі види відпочинку: перерви в робочому дні; щоденний (між змінний) відпочинок; щотижневий безперервний відпочинок (вихідні дні); щорічні неробочі (святкові) дні; щорічні відпустки.
Протягом робочого дня робітникам і службовцям повинна бути надана перерва для відпочинку і харчування. Вона надається, як правило, через чотири години після початку роботи і триває не більше двох годин. Мінімальна межа тривалості перерви в законі не визначена. Тому правилами внутрішнього трудового розпорядку і графіками змінності тривалість перерви встановлюється від ЗО хвилин до однієї години. На безперервних виробництвах з трьохзмінною роботою тривалість перерви може встановлюватись до 20 хвилин.

У святкові дні дозволяється проводити лише роботи, припинення яких неможливе через виробничо-технічні умови (безперервно діючі підприємства), роботи, що викликаються необхідністю обслуговування населення, а також невідкладні ремонтні і вантажно-розвантажувальні роботи.
Робота в святковий день оплачується в подвійному розмірі. За бажанням працівника, який працював у святковий день, йому може бути наданий інший день відпочинку (відгул). Такий відгул надається лише тим працівникам, робота яких у святковий день не включається до місячної норми робочого часу. Якщо ж вона проводилася у межах місячної норми, то відгул за таку роботу не надається.

В разі надання відгулу робота у святковий день оплачується в одинарному розмірі.

Відповідно до ст. 71 КЗпП робота у вихідні дні забороняється.

Святкові і неробочі дні.

Загальним вихідним днем є неділя.

#### Відпустки.
Відпустка — це час відпочинку, який обчислюється в календарних днях і надається працівникам із збереженням місця роботи і заробітної плати.

## Соціальні права громадян
Соціальні права і свободи – це можливості людини і громадянина із забезпеченням належних соціальних умов життя. Цим і пояснюється їх призначення. 

До системи соціальних прав Конституція України відносить:
- право на соціальний захист(ст.46);
- право на житло(ст.47);
- право на достатній життєвий рівень для себе і своєї сім’ї (ст.48);
- право на охорону здоров’я, медичну допомогу та медичне страхування (ст. 49).

### Право на соціальне забезпечення
Соціальне забезпечення — це ті види і форми матеріального забезпечення, що надаються на умовах, передбачених законом чи договором, із спеціально створених для цього фондів особам, які через незалежні від них життєві обставини не мають достатніх засобів до існування.
Право на соціальне забезпечення (за віком, у випадку хвороби, інвалідності, втрати годувальника, для виховання дітей тощо) полягає в тому, що держава гарантує надання достатніх коштів громадянам, які через об'єктивні обставини повністю або частково втратили можливість працювати і отримувати винагороду за працю, а також допомоги сім'ям у зв'язку із народженням та вихованням дитини. 
Це право закріплене у ст. 22 Загальної декларації прав людини. У Міжнародному пакті про економічні, соціальні та культурні права (ст. 9) прямо встановлено право на соціальне забезпечення, у тому числі - соціальне страхування. Крім того, це право закріплює ст. 7, в якій проголошується право на задовільне існування. Ст. 10 цього ж пакту закріплює право сім'ї та матері на допомогу по соціальному забезпеченню.

Основні засади права на соціальний захист сформульовані у ст. 46 Конституції України і зводяться до такого: 
1. усі без винятку громадяни України мають право на соціальний захист;
2. основою такого захисту є соціальне забезпечення;
3. підставами соціального забезпечення є передбачені законом соціальні випадки, зокрема, повна, часткова або тимчасова втрата працездатності, втрата годувальника, безробіття з незалежних від особи обставинах, старість, інші випадки, визначені законом;
4. гарантіями забезпечення цього права є загальнообов'язкове державне страхування за рахунок страхових внесків громадян, підприємств, установ і організацій, а також бюджетних та інших джерел соціального забезпечення і створення мережі державних, комунальних, приватних закладів для догляду за непрацездатними;
5. пенсії, інші види соціальних виплат та допомог, що є основним джерелом існування, мають забезпечувати рівень життя, не нижчий від прожиткового мінімуму, встановленого законом. Сказане більше стосується права на соціальне забезпечення, ніж права на соціальний захист. Останнє право набагато ширше, регулюється різними галузями права, не має чітко окреслених меж. Тому доцільніше вживати вужче поняття цього права.

### Право на житло
Стаття 47 Конституції України гарантує кожному право на житло. Держава створює умови, за яких кожний громадянин матиме змогу побудувати житло, придбати його у власність або взяти в оренду.
Громадянам, які потребують соціального захисту, житло надається державою та органами місцевого самоврядування безоплатно або за доступну для них плату відповідно до закону.
Ніхто не може бути примусово позбавлений житла інакше як на підставі закону за рішенням суду.
Крім того, відповідно до ст. 48 Конституції України, кожен має право на достатній життєвий рівень для себе і своєї сім'ї, що включає достатнє харчування, одяг, житло.
Право громадян на житло закріплює також ст. 1 Житлового кодексу України (далі — ЖК України).

Основними формами реалізації конституційного права на житло є:
- будівництво житла;
- придбання житла у власність;
- оренда житла;
- безкоштовне отримання житла.

### Право на достатній життєвий рівень для себе і своєї сім’ї, що включає достатнє харчування, одяг, житло
Це єдина норма розділу II Конституції України, яка не містить спеціальних конституційних гарантій відповідного права і не конкретизує його. У ст. 48 Конституції України лише зазначається, що достатній життєвий рівень включає тільки достатнє харчування, одяг і житло. 

### Право на охорону здоров’я, медичну допомогу та медичне страхування
У ч. 1 ст. 49 Конституції, яка наголошує, що кожен має право на охорону здоров’я, медичну допомогу та медичне страхування.
Охорона здоров'я забезпечується державним фінансуванням відповідних соціально-економічних, медико-санітарних і оздоровчо-профілактичних програм.

Держава створює умови для ефективного і доступного для всіх громадян медичного обслуговування. У державних і комунальних закладах охорони здоров'я медична допомога надається безоплатно; існуюча мережа таких закладів не може бути скорочена. Держава сприяє розвиткові лікувальних закладів усіх форм власності.
Держава дбає про розвиток фізичної культури і спорту, забезпечує санітарно-епідемічне благополуччя.

## Культурні права громадян
Культурні права – це права, що забезпечують можливості вільного духовного розвитку особистості і суспільства.

До культурних прав відносяться:
- право на освіту ( ст. 53 );
- право на свободу культурної, наукової та творчої діяльності. ( ст. 54 )

### Право на освіту.
Освіта — це основа інтелектуального, культурного, духовного, соціального, економічного розвитку суспільства і держави. 
Ст. 53 Конституції України передбачене право кожного на освіту. 
Повна загальна середня освіта є обов'язковою.

Держава забезпечує доступність і безоплатність дошкільної, повної загальної середньої, професійно-технічної, вищої освіти в державних і комунальних навчальних закладах; розвиток дошкільної, повної загальної середньої, позашкільної, професійно-технічної, вищої і післядипломної освіти, різних форм навчання; надання державних стипендій та пільг учням і студентам.
Громадяни мають право безоплатно здобути вищу освіту в державних і комунальних навчальних закладах на конкурсній основі.
Громадянам, які належать до національних меншин, відповідно до закону гарантується право на навчання рідною мовою чи на вивчення рідної мови у державних і комунальних навчальних закладах або через національні культурні товариства.

### Право на свободу культурної, наукової та творчої діяльності.
Відповідно до статті 54 Конституції України говориться , що громадянам гарантується свобода літературної, художньої, наукової і технічної творчості, захист інтелектуальної власності, їхніх авторських прав, моральних і матеріальних інтересів, що виникають у зв'язку з різними видами інтелектуальної діяльності.

Кожний громадянин має право на результати своєї інтелектуальної, творчої діяльності; ніхто не може використовувати або поширювати їх без його згоди, за винятками, встановленими законом.
Держава сприяє розвиткові науки, встановленню наукових зв'язків України зі світовим співтовариством.
Культурна спадщина охороняється законом.

Держава забезпечує збереження історичних пам'яток та інших об'єктів, що становлять культурну цінність, вживає заходів для повернення в Україну культурних цінностей народу, які знаходяться за її межами.